# Jeremy Wade
Jeremy John Wade (23 de marzo de 1956) es un biólogo, profesor, divulgador, presentador de televisión y autor británico sobre divulgación científica, biología y viajes. Es conocido por las series televisivas Monstruos de río y Libros de la selva.

## Biografía
Jeremy John Wade nació en Ipswich, Suffolk, Reino Unido, el 23 de marzo de 1956, fue educado en Nayland, donde su padre era vicario. Asistió a Dean Close School y tiene un título en zoología de la Universidad de Bristol y un certificado de enseñanza de postgrado en ciencias biológicas de la Universidad de Kent. Ha trabajado como profesor de biología en la escuela secundaria en Kent. 
Vivió varios años en Brasil donde aprendió a hablar el portugués de manera fluida, también habla español y francés. Ha trabajado y vivido principalmente en Bristol y Kent y hoy día, cuando no viaja por trabajo, vive en una zona rural de Somerset.
En sus viajes por el mundo no se ha limitado a la pesca. Ha tenido diversas ocupaciones laborales en destinos remotos y muchos contratiempos debidos a la inestabilidad política y la escasa seguridad personal de algunos de esos lugares. Ha contraído malaria varias veces y estuvo muy cerca de morir de esta enfermedad en una aldea del Congo, junto al río del mismo nombre. Además fue amenazado a punta de pistola, y sobrevivió a un accidente de avión. En varias ocasiones, Wade ha sido detenido por sospecha de espíonaje.
Aun cuando no es raro que viaje solo, en sus primeros documentales y en sus viajes personales viajaba solo, hoy en día, pasados sus 60 años, es más probable que no viaje solo, excepto en el caso de que su destino sea un lugar con una red de asistencia social más desarrollada. Habitualmente le acompañan un cámara y ayudante o una persona que hace las dos funciones y personas del lugar que son expertos en el lugar, el cometido o la profesión a desarrollar. En ausencia de un equipo de televisión de apoyo, ha confiado en gente de la localidad. Esto es así, desde que en un viaje por África, en una aldea remota a orillas del Congo, estuvo a punto de morir, de no ser por la intervención de su hermano pequeño, que se desplazó allí expresamente, con medicinas.
Tanto el como su equipo han temido por su vida en diversas ocasiones, ya que han contraído enfermedades tropicales que pueden terminar en muerte. Uno de sus ayudantes a su vuelta a Reino Unido contrajo una infección debida a una larva de mosca que se desarrolla bajo la piel. Esta especie de mosca, captura y pone sus huevos en insectos vivos, que al posarse sobre animales de sangre caliente, se desprenden y se introducen en la carne viva, donde crecen. Varias zoonosis han sido descritas en las series y las infecciones alimentarias han sido tan frecuentes que rara vez las menciona.

## Carrera
El interés de Jeremy Wade en la pesca comenzó de niño mientras vivía en East Anglia, en las cercanías de las orillas de los bancos aluviales del estuario y el valle del río Stour, entre el condado de Suffolk , al norte, y Essex al sur, en el suroeste de la isla de Gran Bretaña, conocido como Dedham Vale (val o valle de Dedham), aunque el río se conoce también como Dorset Stour, para diferenciarlo de los varios ríos de las islas británicas llamados Stour.
```
"La aldea en la que crecí tenía un río que fluía a través de la misma. Por lo que era inevitable, creo, ser atraído por las aguas - de la misma manera que las personas nacidas a la vista de los picos alpinos se convierten en escaladores. Con Pescar a los 7 u 8 años de edad, no tuve éxito, pero luego de algunas orientaciones de un amigo de la escuela y después de mi primera captura nunca miré hacia atrás. Mis padres estaban contentos de mí por permanecer fuera todo el día y una gran parte de mi tiempo de pesca, era para encontrar nuevos lugares, un proceso que he continuado hasta hoy día".
[
6
]
```

En 1982, Wade hizo su primer viaje al extranjero, a los ríos de montaña de la India. Recordando este viaje, Wade declaró que el viaje fue muy duro. "Me tomó 200 libras permanecer tres meses, pero me las arreglé para coger algunos peces como un mahseer del Himalaya de 18 libras". A su regreso a Inglaterra, Wade escribió un par de artículos sobre sus experiencias en la India para una revista de pesca. "A pesar de la molestia de viajar a un nivel tan básico, había una sensación real de logro y de inmediato comencé a ahorrar dinero para ir a otro lugar. No estaba seguro de a dónde en ese momento, pero sabía que debia haber otros peces exóticos por ahí , Aunque probablemente no estén tan bien documentado como el Mahseer, posiblemente aún más espectaculares ".
Fue durante otro viaje a la India en 2005 en las estribaciones del Himalaya que el concepto de Monstruos de Río se le presentó por primera vez. Al escuchar las historias de los habitantes locales que algunas personas habían desaparecido en el río, Wade comenzó a investigar. "Los habitantes locales creían que el perpetrador era un pez gigante, que ofrecía el potencial de un programa fascinante en la televisión, no sólo para las personas interesadas en pescar y pescar, sino para todos". El pez que estaba persiguiendo resultó ser un bagre Goonch de 161 libras. Ha hecho muchos viajes a las selvas tropicales de Congo y Amazonas . Con ayuda de pescadores locales, Wade viaja por el mundo para capturar peces y divulgar los peligros tanto naturales como sociales de las zonas que visita. Jeremy Wade es además un autor publicado y colaborador de otros en obras escritas y producciones audiovisuales. Con el coautor Paul Boote, en 1992 Wade publicó su primer libro, Somewhere Down the Crazy River (Abajo el río Crazy). Wade también ha escrito Monstruos del Río, que detalla sus y viajes alrededor del mundo.
En sus documentales combina la crónica policiaca con la búsqueda de evidencias científicas sobre especies de peces en ríos, lagos, mares, océanos, atolones, abismos, cuevas e islas de todo el mundo, tanto dentro como fuera del agua, incluyendo las zonas polares y otras eras geológicas. Para lo cual hace uso de sus conocimientos de zoología, resume experiencias prácticas de pesca, y aprovecha con frecuencia las historias y la tradición oral de informantes locales. Recurre al “making of” reelaborando nueva información (y documentales) destacando y reuniendo aspectos de un tipo de información del que trató de forma circunstancial mientras informaba sobre otro tema. También cuenta con partes auto-biográficas que muestran el itinerario personal de Jeremy Wade, en paralelo a la grabación de programas. Sin embargo, sus libros no son secuelas de los documentales. Se pueden leer sin estar al tanto de la serie documental e incluso sin saber nada de pesca ni de sus programas para la televisión. Escribe bien y es de lectura interesante. Habitualmente es temático y ordenado en sus ideas. Por ejemplo, en su libro River Monsters, cada capítulo gira en torno a una especie y proporciona una descripción detallada de las capturas: técnicas de pesca, aspectos biológicos, comportamiento de la especie e información de los pescadores de la zona. Entre otras especies, relata capturas del pez sierra, el tiburón toro, el pez tigre, la anguila, el pez gato y el arapaima. El libro ilustra bien cómo la acción de pesca, bajo determinadas circunstancias, puede generar conocimiento sobre el entorno ecológico, el comportamiento de los peces y las comunidades de pescadores.
Además de la serie documental "Monstruos de Río", ha rodado las series para televisión "Misterios bajo el agua" y "Aguas Profundas" con enfoques y temáticas distintas.
En "Misterios bajo el agua" se centra en divulgar los ecosistemas fluviales del Ganges, Danubio, Yangtsé, Zambeze, Misisipi y Amazonas, para observar y analizar los efectos de la contaminación y la sobreexplotación de la naturaleza, y también como estos problemas han afectado además de a las poblaciones animales y vegetales de los ríos, a las poblaciones humanas que viven de ellos o los utilizan para alimentarse o como recurso: alimentación, industria, turismo...
Wade hizo su debut como actor en la película de 2014 Blood Lake: Ataque de las Lampreas asesinas, interpretando a un experto en lampreas. Había cubierto previamente los peces en el episodio de los Monstruos de Río: "Vampiros de lo Profundo".

## Publicaciones
- Boote P and Wade J (1994) Somewhere Down the Crazy River Coronet. ISBN 9780340603215 – classic angling book.[8]
- Wade, Jeremy (2011) River Monsters: True Stories of the Ones that Didn't Get Away Da Capo Press. ISBN 9780306819544.